# ヘクバ (小惑星)
ヘクバ (108 Hecuba) は、小惑星帯に位置する明るくて比較的大きな小惑星の一つ。ヒギエア族と同じような軌道を回るが、C型小惑星で構成されたヒギエア族と異なりS型小惑星であるため、ここには分類されない。
1869年4月2日にドイツの天文学者、ロベルト・ルターによりデュッセルドルフのビルク天文台で発見された。トロイア戦争の英雄プリアモス王の妻、ヘカベーにちなみ命名された。
2005年10月に千葉県で掩蔽が観測された。